# Putte Wickman
Putte Wickman, de son vrai nom Hans Olof Wickman, (né le 10 septembre 1924 à Falun  – mort le  14 février 2006) était un clarinettiste de jazz suédois. 
Wickman a grandi à Borlänge en Suède et ses parents espéraient le voir devenir avocat. A quinze ans sa mère lui a offert une clarinette.
En 1994, Wickman a reçu du gouvernement suédois la médaille en or Illis Quorum, la plus haute distinction qui puisse être attribué à un citoyen suédois. Putte Wickman était membre de l'Académie royale de musique.

## Discographie
- 1969 - Putte Wickman & Sivuca (avec Sivuca)
- 1969 - Putte Wickman Quartet - Lars Sjøsten/ Sture Nordin/ Pelle Hulten - The Sound of Surprise - Live at the Pawnshop -
- 1981 - Stockholm '81 (avec John Lewis et Red Mitchell)
- 1984 - Slukefter blues (avec John Lewis et al.)
- 1985 - Four Leaf Clover
- 1987 - Wickman in Wonderlet
- 1987 - Time to remember (avec the Hal Galper Trio)
- 1988 - The very Tought of you (avec Red Mitchell)
- 1994 - North American Tour 1991
- 1995 - Happy together (avec Arne Domnérus)
- 1996 - The Sound of Surprise
- 1997 - Bewitched
- 1998 - Django d'or (avec Babik Reinhardt et al)
- 1998 - Simple Isn't Easy: At The Stockholm Summer Jazz Festivals
- 1999 - The champs (avec Buddy DeFranco et Claes Crona Trio)
- 2004 - En sommarkonsert (avec Jan Lundgren et Göran Fristorp)
- 2004 - We will always be together (avec Jan Lundgren, Jesper Lundgaard et Alex Riel)
- 2004 - Putte 80 - Putte Wickman på Gazzell
- 2005 - An Intimate Salute to Frankie (Sinatra)